# Narodowe Muzeum Historii Łotwy
Narodowe Muzeum Historii Łotwy (łot. Latvijas Nacionālais vēstures muzejs) – największe repozytorium łotewskiej kultury narodowej, założone w 1869 r. jako Muzeum Komitetu Naukowego Towarzystwa Łotewskiego w Rydze.

## Opis
Narodowe Muzeum Historii Łotwy założone zostało w 1869 r. jako Muzeum Komitetu Naukowego Towarzystwa Łotewskiego w Rydze, powołanego do życia rok wcześniej. Pod auspicjami tego towarzystwa działały liczne komitety kulturalne, w tym Komitet Naukowy. Organ ten rozpoczął gromadzenie materiałów, aby umożliwić założenie muzeum łotewskiego. W pierwszych dziesięcioleciach muzeum przyjmowało wszystko, co było oferowane. Obok zbiorów archeologicznych, etnograficznych i numizmatycznych rosły zbiory o charakterze geologicznym, zoologicznym i botanicznym. Muzeum pozbawione było stałych miejsc wystawienniczych lub magazynowych, jednak zbiory nadal rosły. Pierwsza, trwająca krótko, wystawa etnograficzna została zorganizowana w siedzibie Towarzystwa Łotewskiego w Rydze w 1890 roku. Ze względu na brak miejsca, zebrane przedmioty trzymano w skrzynkach i szafkach. W 1903 r. zakupiono nowy budynek przy ul. Paulucciego (dziś ul. Merķeļa) i udostępniono w nim pomieszczenia dla muzeum. W 1914 r. darowizny publiczne umożliwiły rozpoczęcie budowy gmachu przeznaczonego dla muzeum, ale prace przerwała I wojna światowa i projekt nigdy nie został ukończony.

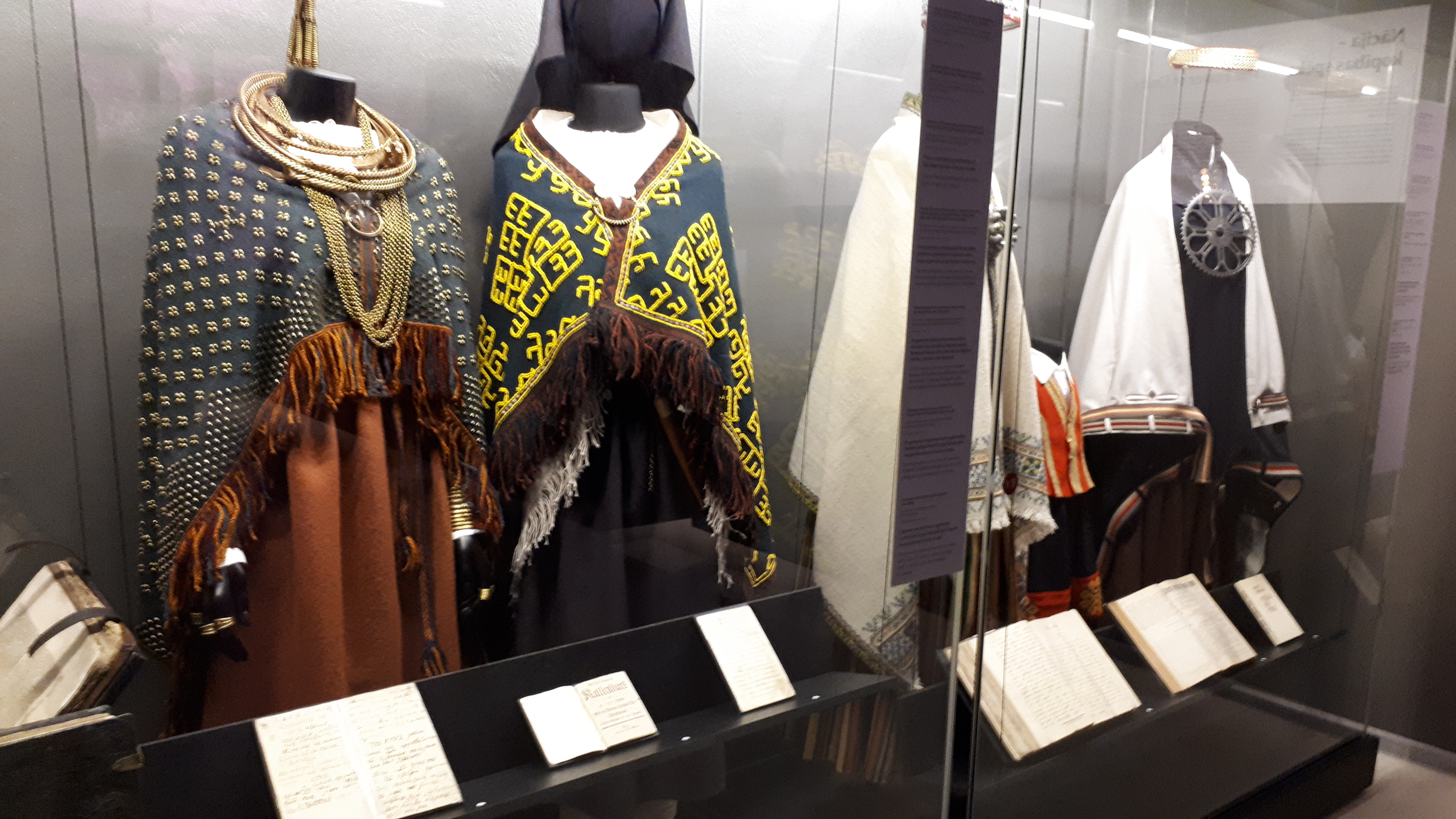
Eksponaty muzealne

Po ogłoszeniu niepodległości w 1918 r. Towarzystwo Łotewskie w Rydze przekazało rządowi łotewskiemu zbiory muzealne. W 1920 r. muzeum otrzymało pomieszczenia w obrębie Zamku Krzyżackiego w Rydze. W 1924 r. uzyskało status państwowy i nową nazwę — Państwowe Muzeum Historyczne. Statut stanowił, że jego funkcją jest gromadzenie, ochrona, eksponowanie i popularyzacja starożytnego i współczesnego dziedzictwa kulturowego, które ma znaczenie dla historii Łotwy. Rozporządzenia wydane przez rząd w 1932 r. precyzowały miejsce i znaczenie muzeum w narodowej polityce kulturalnej – zostało określone jako centralne repozytorium starożytnych artefaktów narodu, którego zadaniem jest ochrona, eksponowanie i popularyzacja łotewskich zabytków kultury. Okres od 1920 do 1940 był dla muzeum pomyślny. Powstały wówczas jego oddziały w innych miastach Łotwy. W 1939 r. zbiory muzeum liczyły 150 000 pozycji.
Okupacja i inkorporacja Republiki Łotewskiej do Związku Sowieckiego w 1940 r., a następnie okupacja przez Niemcy (począwszy od 10 lipca 1941 r.), utrudniała, ale nie powstrzymała prac w muzeum. Wycofując się z Rygi, w 1944 r. Niemcy przywłaszczyli sobie najcenniejsze przedmioty. Dzięki poświęceniu Mary Greenberg z Działu Etnografii, która towarzyszyła kolekcji do Niemiec, udało się odzyskać prawie wszystkie przedmioty. Po II wojnie światowej zbiory, dokumentacje, magazyny i prace wystawiennicze zostały przekształcone zgodnie z polityką Związku Radzieckiego. Kilkakrotnie zmieniano nazwę muzeum: Centralne Państwowe Muzeum Historyczne Łotewskiej SRR (1944), Muzeum Historyczne Łotewskiej SRR (1956), Muzeum Historyczne Łotwy (1989). Niezależnie od ograniczeń ideologicznych Muzeum nadal realizowało swoje podstawowe funkcje – gromadzenie, konserwację, badanie i popularyzację artefaktów związanych z historią Łotwy. W 1989 r. zbiory liczyły 571 000 pozycji. Po odzyskaniu niepodległości w 1991 r. muzeum przystosowano do nowych warunków. W 2000 r. i ponownie w 2004 r. zostało akredytowane jako zgodne z normami muzealnymi na poziomie państwowym. Od 1 września 2005 r. do 8 stycznia 2013 r. działało pod nazwą Państwowa Agencja Muzeum Historii Narodowej Łotwy.

## Nazewnictwo
Na przestrzeni lat muzeum funkcjonowało pod następującymi nazwami:
- 1869-1924: Muzeum Łotewskie (później – Muzeum Etnograficzne)
- 1924-1944: Łotewskie Państwowe Muzeum Historyczne
- 1944-1956: Centralne Państwowe Muzeum Historyczne Łotewskiej SRR
- 1956-1989: Muzeum Historii Łotewskiej SRR
- 1989-2005: Muzeum Historii Łotwy
- 2005-2013: Agencja Państwowa Muzeum Historii Narodowej Łotwy
- 2013 – obecnie: Narodowe Muzeum Historii Łotwy